# Hochschulgesetz 2005
Das Hochschulgesetz 2005 ist ein österreichisches Bundesgesetz, das den Umbau der vormals Pädagogischen Akademien zu Pädagogischen Hochschulen (PH) als Einrichtungen der Lehrerbildung in Österreich regelt. Es löste das Akademien-Studiengesetz (AStG 1999) ab, mit dem im Zuge des Bologna-Prozesses eigene „Hochschulen für pädagogische Berufe“ geschaffen und die Pädagogischen Akademien bis spätestens 2007 in universitäre Einrichtungen umgewandelt werden sollten.

## Inhalt
Mit dem Hochschulgesetz 2005 wurden zu Beginn des Studienjahres 2007/2008 die Pädagogischen Hochschulen, die davor als „Pädagogische Akademien“ bestanden hatten, als dritte wissenschaftliche Bildungseinrichtung neben den Universitäten und den Fachhochschulen eingerichtet. 
Die Pädagogische Hochschule hat die gesetzliche Aufgabe, im Rahmen von Lehre und Forschung nach internationalen Standards sowohl Lehrer als auch Personen in allgemeinen pädagogischen Berufsfeldern wie der Erwachsenenbildung aus-, fort- und weiterzubilden (§ 8 HG). Die Pädagogischen Hochschulen bieten folglich Lehramtsstudien für die Primarstufe (Volksschule), für die Sekundarstufe (Allgemeinbildung) und für die Sekundarstufe (Berufsbildung) an und ermöglichen auch Quereinsteigern, ein Lehramt zu erlangen. In der Sekundarstufe Allgemeinbildung tun sie das im Verbund mit den öffentlichen Universitäten.
In anderen pädagogischen Bereichen (zum Beispiel Elementarpädagogik) bieten die Pädagogischen Hochschulen Bachelorstudien an. Im Rahmen der Fort- und Weiterbildung begleiten sie Pädagogen durch ihr gesamtes Berufsleben.

## Reform 2013
Im Zuge der „Pädagog/-innenbildung Neu“ erfolgt die Lehrerbildung seit 2013 in Kooperation von Universitäten und Pädagogischen Hochschulen nicht mehr nach Schultypen, sondern nach Schulstufen, und zwar einheitlich in drei Phasen, nämlich achtsemestrigem Bachelor, Induktion und zwei- bis dreisemestrigem Master. Für die Studienzulassung ist die Absolvierung eines mehrstufigen Eignungsfeststellungs- und Aufnahmeverfahrens Voraussetzung. Es gibt nur mehr drei Studienbereiche:
- Primarstufe
- Sekundarstufe Allgemeinbildung
- Sekundarstufe Berufsbildung.[4]